# Ахмад Муїз ад-Даула
Ахмад ібн Мухаммад ібн Ман ібн Самадіх аль-Таджибі Муїз ад-Даула (араб. معز الدولة أحمد بن محمد بن معن بن صمادح التجيبي; д/н — після 1091) — емір Альмерійської тайфи в 1091 році.

## Життєпис
Походив з династії Сумадіхідів. Син Абу Ях'ї Мухаммада аль-Мутасіма, еміра Альмерії. Замолоду активно допомагав батькові в державних та військових справах. також долучився до культурного придворного ґуртка, де складав вірші. У 1086 році очолив військо тайфи, що долучилося до армії Альморавідів. Брав участь у битві при Саграхасі, де леоно-арагонське військо зазнало поразки.
1091 року після смерті батька успадкував трон. Втім невдовзі стикнувся з політикою Альморавідів, спрямованою на ліквідацію тайф Аль-Андалуса. Проти нього виступило альморавідське військо на чолі із Абу Закарією ібн Васну. після нетривалого опіру Ахмад Муїз ад-Даула втік до міста Беджая в Магрибі. Подальша доля невідома.